# Nipponasellus aioii
Nipponasellus aioii är en kräftdjursart som först beskrevs av Claude Chappuis 1955.  Nipponasellus aioii ingår i släktet Nipponasellus och familjen sötvattensgråsuggor. Inga underarter finns listade i Catalogue of Life.